# K波段 (紅外線)
K波段是紅外線天文學在大氣傳輸的紅外窗口，以2.2微米（在近紅外136THz）為中心波長。基於碲化汞鎘的紅外探測器通常優先選用於在該波段中進行觀測。
在IEEE，K波段是無線電頻譜18至27 GHz微波範圍內的一部分。大氣中的水蒸氣吸收了18至26.5 GHz的K波段中心頻率範圍，這是因為其共振峰值位於1.35 cm，22.24 GHz。因此，這些頻率會經歷較高的大氣衰減，無法於長距離應用。為此，原始的K波段被分為三個波段，即Ka波段，K波段和Ku波段。